# 竹ノ俣村
竹ノ俣村（たけのまたむら）は、かつて新潟県北蒲原郡にあった村。

## 沿革
- 1889年（明治22年）4月1日 - 町村制施行に伴い北蒲原郡上楠川村、下楠川村、本間新田、田貝村新田、虎丸村、上三光村、下三光村、南楯新村新田、東姫田村が合併し、楠川村（くすがわむら）が発足。
- 1890年（明治23年）3月7日 - 名称を竹ノ俣村に変更。
- 1901年（明治34年）11月1日 - 北蒲原郡大宮村、板津村、石田村と合併し、川東村となり消滅。